# چغک علفی کدر
چغک علفی کدر (نام علمی: Tiaris obscurus) نام یک گونه از تیره زردپره‌ایان است.